# Brandon (Engeland)
Brandon is een civil parish in het bestuurlijke gebied West Suffolk, in het Engelse graafschap Suffolk met 9145 inwoners.

## Economie
In het dorp ligt het bungalowpark Elveden Forest van de keten Center Parcs. Het werd in 1989 geopend.

## Trivia
In de aflevering The Big Parade (1970) van de Engelse komedieserie Dad's Army werd het treinstation van Brandon gebruikt als decor.

## Fotogalerij

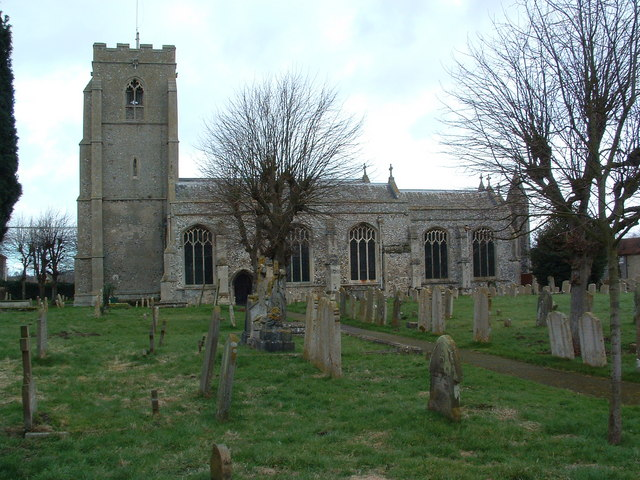
Kerk van St Peter